# 通天岩 (英德)

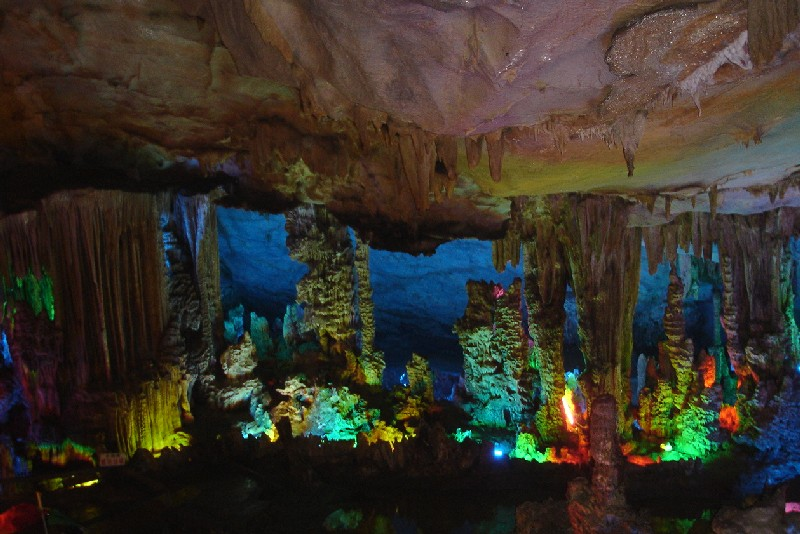
洞内瑰丽的石钟乳

通天岩或英德通天岩位于广东英德市区西南3公里，是一个大型的石灰岩溶洞，内有四个洞厅，溶洞总面积达6600平方米，其中有一个洞厅顶有一缝隙可以看见天而得名“通天岩”。洞内有丰富的石钟乳、石笋、石柱，形态各异，变化万千。此外，洞内还有保存完好的北宋石刻，字迹流畅清晰。